# 熱羅尼莫斯修道院
哲羅姆派修道院，如從葡萄牙語音譯為熱羅尼莫斯修道院（葡萄牙語：Mosteiro dos Jerónimos，muʃ'tɐiɾu duʃ ʒɨ'ɾɔnimuʃ）是位於葡萄牙里斯本貝倫區的華麗宏偉的修道院，可以說是在里斯本最為突出的古蹟，在曼努埃爾式建築中最為成功的一例。1983年與附近的貝倫塔搭檔被聯合國教科文組織列為世界文化遺產。該修道院的修女發明了葡式蛋塔。

## 歷史

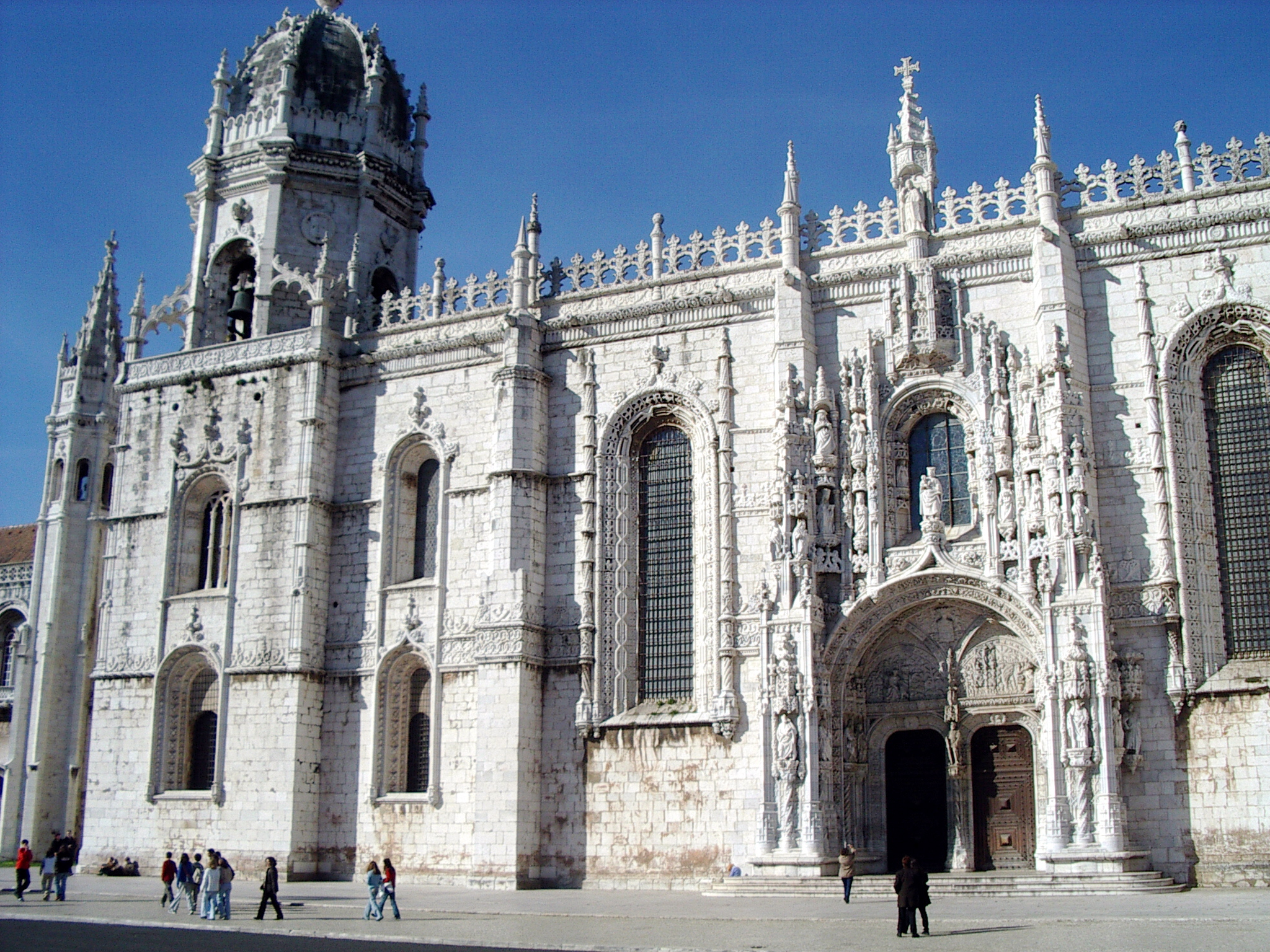
從南邊看的哲羅姆派修道院正面

約於1450年，Ermida do Restelo的哲羅姆派修道院為恩里克建立，並建於同一地點。1497年，達伽馬和其他船員在啟程至印度前的那一夜曾在此祈禱。現時舊院已年久失修。
新院由曼努埃爾一世（Manuel I，1515年－1520年）計劃興建，以紀念達伽馬從印度有功而歸。本來該修道院是用以供艾維茲王朝（House of Aviz）成員作舉行葬禮之用，但後來亦演變為供將要離開的海員們作祈禱之用的教堂。
該修道院於1502年開始興建，工程為期50年。它的建築材料為當地出產的金色石灰岩，稱為「pedra lioz」。修道院的興建是由東方香料的5％稅額支付，而胡椒、肉桂、丁香屬於例外，收入會直接徵收。 以此得來的收入讓建築師有足夠的預算保證成事。 修道院的建築需要數額不斐的資金，也就是指建造在巴塔利亞修道院內的阿維茲神殿的工程得暫擱了。
該修道院的建造由迪奧戈·德·波伊塔卡（Diogo de Boitaca）負責，其具曼努埃爾式（Manueline）建築風格（迪奧戈·德·波伊塔卡基本上就是該建築風格的始創人）。迪奧戈·德·波伊塔卡會建教堂、修道院、聖器室（sacristy）及修道院食堂。繼他以後的是西班牙人João de Castilho，他約於1517年接管該修道院的建築工程。João de Castilho漸漸地把該修道院曼努埃爾式的建築風格構思改為文藝復興建築風格。1520年，曼努埃爾一世死後，哲羅姆派修道院的建築工程逐漸停滯不前。
1550年，建築師Diogo de Torralva重新開始了該修遁院的建築工程。他加入了主教堂、唱詩班的席位，並完成了該修道院內兩個樓層的工程，僅採用文藝復興的建築風格。他的工作於1571年由Jérôme de Rouen（亦稱Jerónimo de Ruão）完成，他最後在建築中加入了一些古典的元素。該修道院的工程於1580年正式結束，因為西班牙的埃斯科里亞爾修道院建設工程已耗盡所有經費。
1755年，哲羅姆派修道院在經歷大地震的洗禮後，仍然屹立不倒，且更甚的是，它並沒有什麼損毀。1833年，葡萄牙的教會宣佈停止使用哲羅姆派修道院。這以後，它開始年久失修，而其牆壁亦已開始嚴重斷裂。西南方的塔後來被加上一個圓頂（cupola）。

## 聖瑪利亞教堂

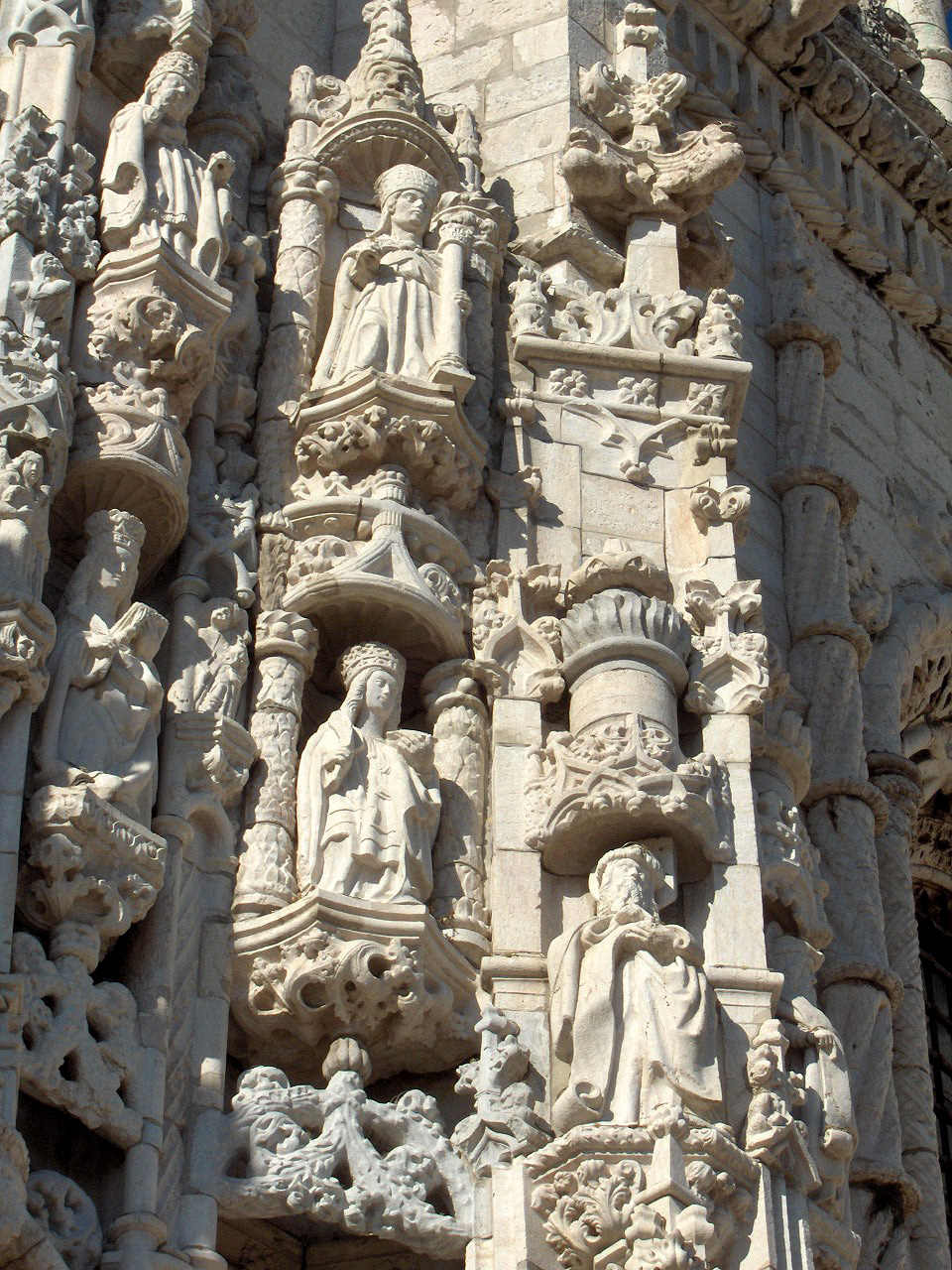
南門的雕像

### 南門
南門是哲羅姆派修道院的一扇華麗的主要大門，由João de Castilho設計，一般認為這是João de Castilho最偉大的作品之一。南門很大，它高達32米，寬達12米，延伸至兩層樓高。它由很多山形牆（gable）和小尖塔（pinnacle）包圍著，還有很多精細的雕塑。
南門上方的弧形頂飾（Tympanum），其半浮雕顯示了聖热罗尼莫一生的兩個情景。左邊的情景描述：聖热罗尼莫為一頭獅子把刺從腳中拔出，獅子亦因而成了他最好的朋友。在右邊的情景描述：聖热罗尼莫在沙漠中。中間的拱肩（spandrel）上有曼努埃爾一世的徽章。而碼頭壁龕中的劍大概在描繪航海家恩里克。 拱門飾、三角面與弧面部分無論哪裡都包含曼努埃爾的元素。
貝倫的聖母像立在拱門飾上的基座上，在它之上則立有圣弥额尔的塑像，而頂端有聖令十字（Cross of The Order）。 大門和兩旁的邊緣充分裝飾的大窗非常融合。

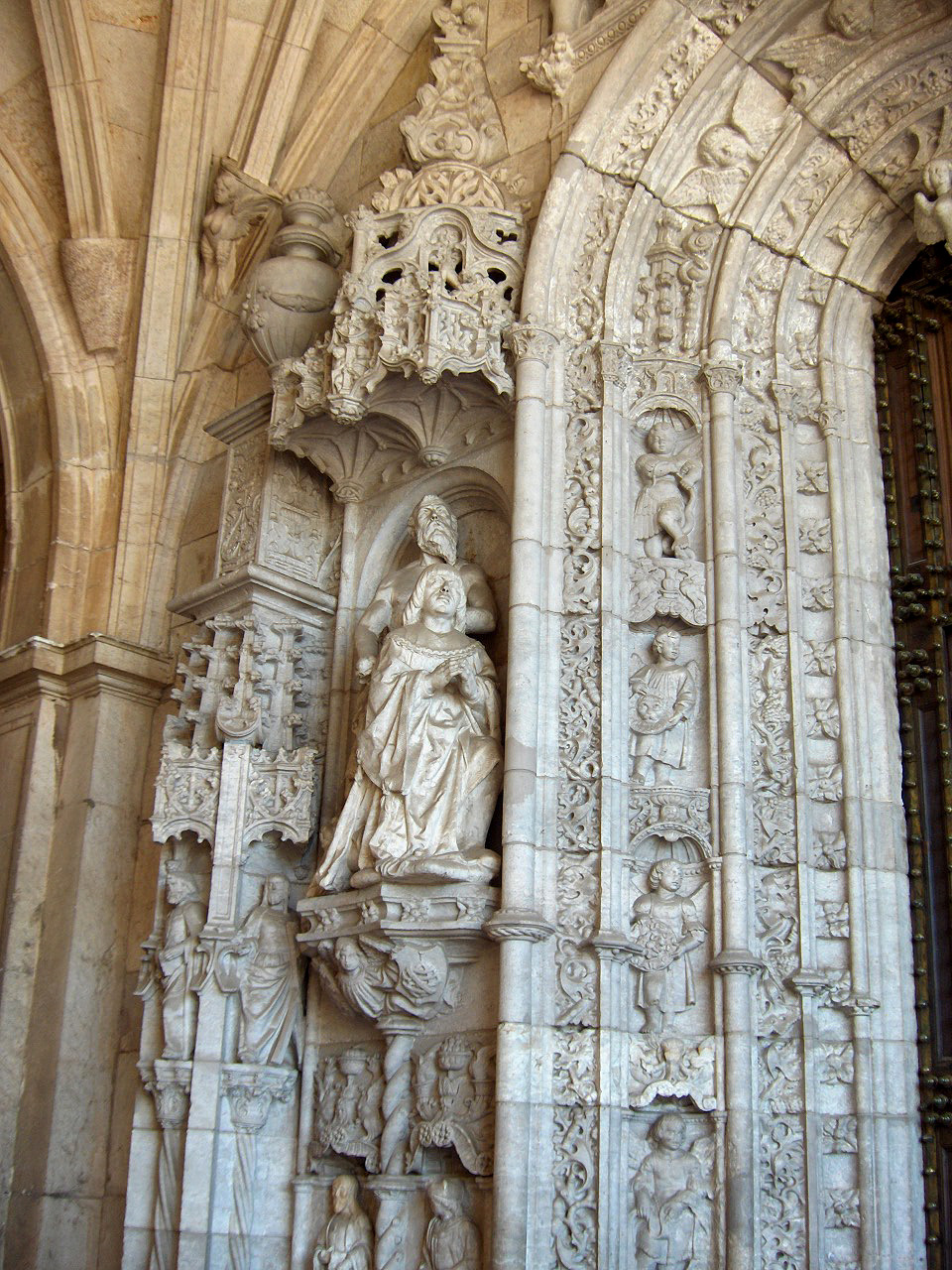
西門左側：跪下的皇后

### 西門
西門是歌德建築風格與文藝復興建築風格之間過渡期的一個好例子，它是於1517年由Nicolau Chanterene建成。這工程大概是Nicolau Chanterene在葡萄牙的首個工作。
其弧形頂飾描述了受胎告知、基督诞生及顯現。門的兩邊均充滿著很多雕像，在這些雕像中間的是曼努埃爾一世和其第二任妻子阿拉贡的玛利亚，呈跪下的姿態。他們的旁邊為守護神聖热罗尼莫及洗者圣若望。
支撐著西門的疊澀由一些小天使雕像作裝飾。

### 內部

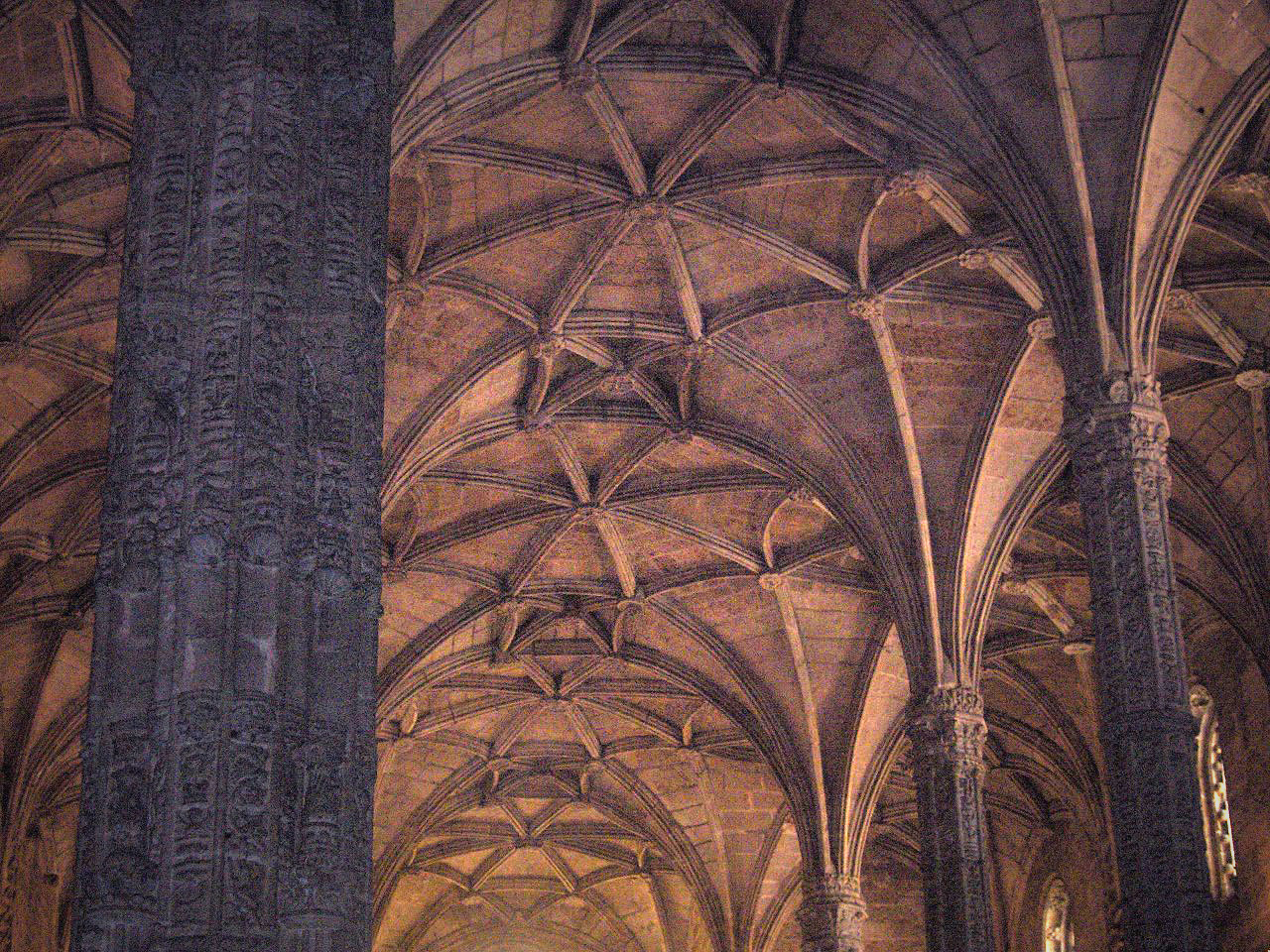
拱形天花板及作為裝飾的圓柱

迪歐戈·伯伊塔克在單拱頂下用了五天建立三通道教堂的基礎，一個明顯的標誌指稍微伸展交叉道至唱詩席。門廳的走廊和中殿高度大約相同，教會的牆和簷口一樣長，隔邊是開始建設的毗鄰的修道院。
西班牙建築師及雕刻家若昂·德·卡斯蒂略於1517年繼續進行該工程。他完成了單牆、肋架拱頂（ribbed vault）和橫跨教堂的19米寬窗花格。交叉甬道的橫向拱頂有著缺少間壁和圓柱的大膽設計，伯伊塔客原本就有交叉甬道三隔間如此設計的計畫。交叉甬道的未有支撐的拱頂讓人感覺像飄在空中。

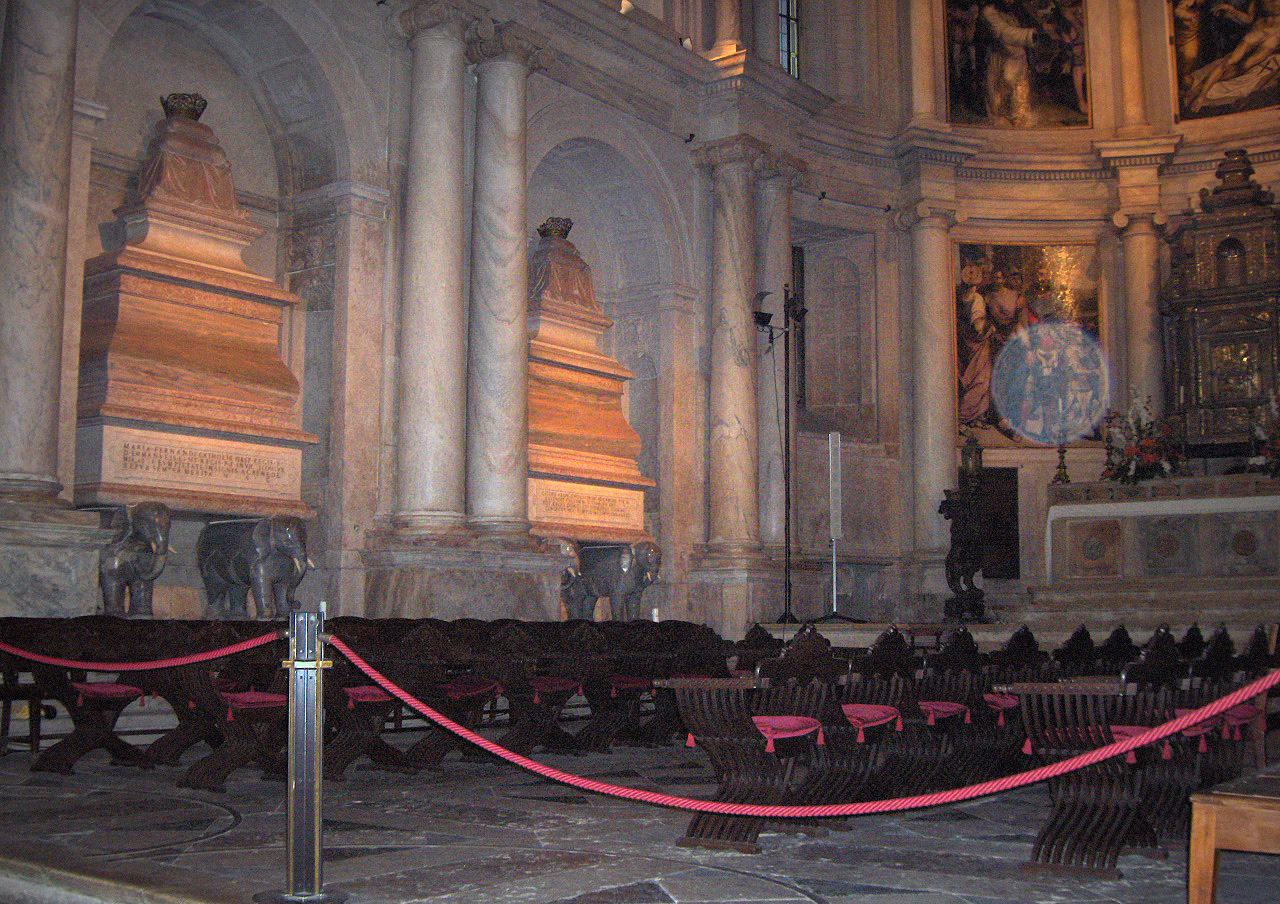
曼努埃爾一世及其妻Maria of Aragon之墓

他也設置六支文藝復興風格的連貫八角柱，北方向著耳堂的柱有著圓形浮雕，大概是伯伊塔克或卡斯蒂略的肖像。
最後，這間晚期哥特式教堂大廳的興建成為建築傑作之一。這龐大建設擴展了實用空間。
在一側隧道的盡頭和唱詩班席位的兩側在16世紀至17世紀期間立著Manueline聖壇。它們有金和綠色的雕刻裝飾，其中一個聖壇立有赤紅色釉瓷作成的聖热罗尼莫像。

## 圖庫

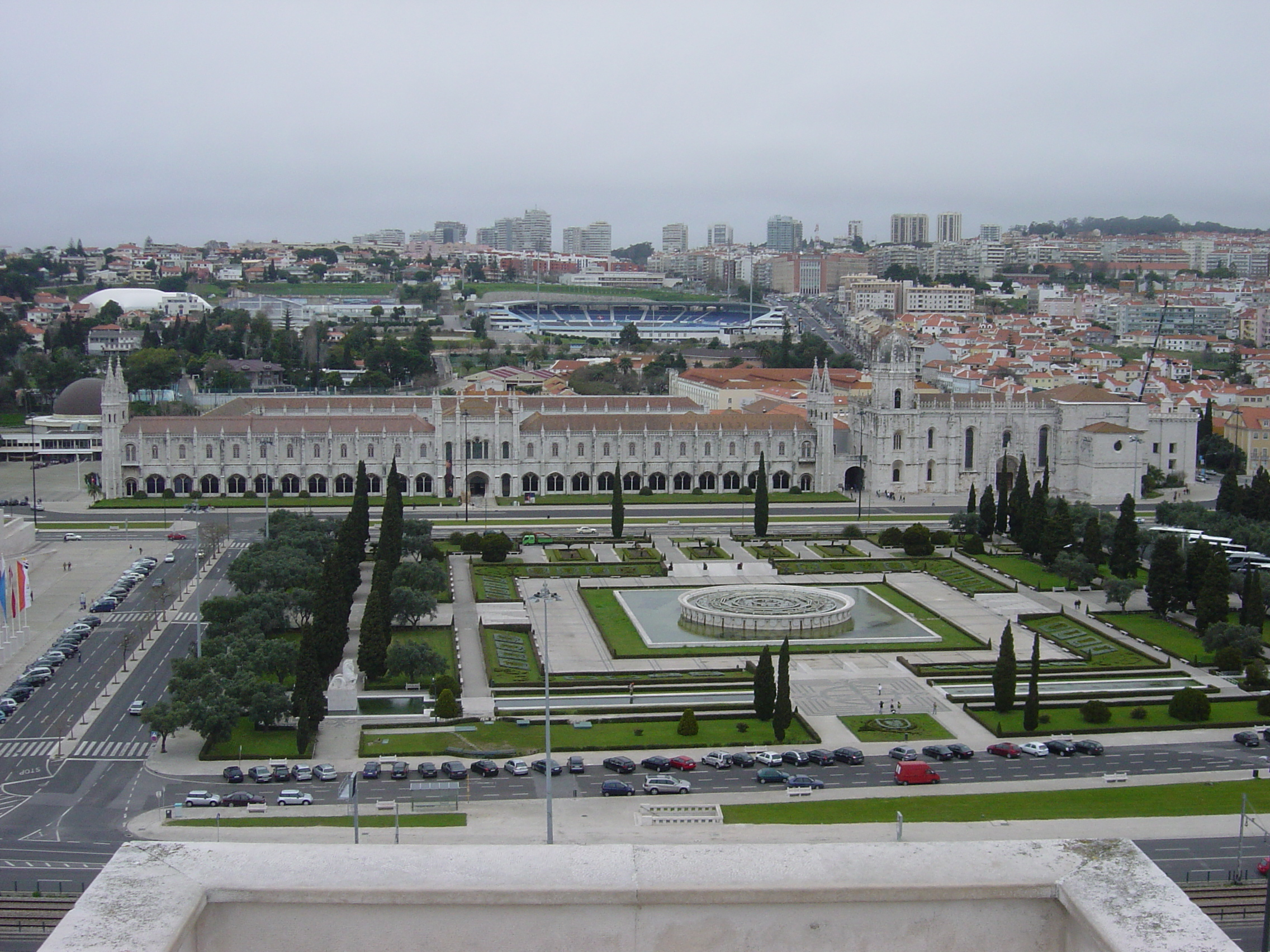
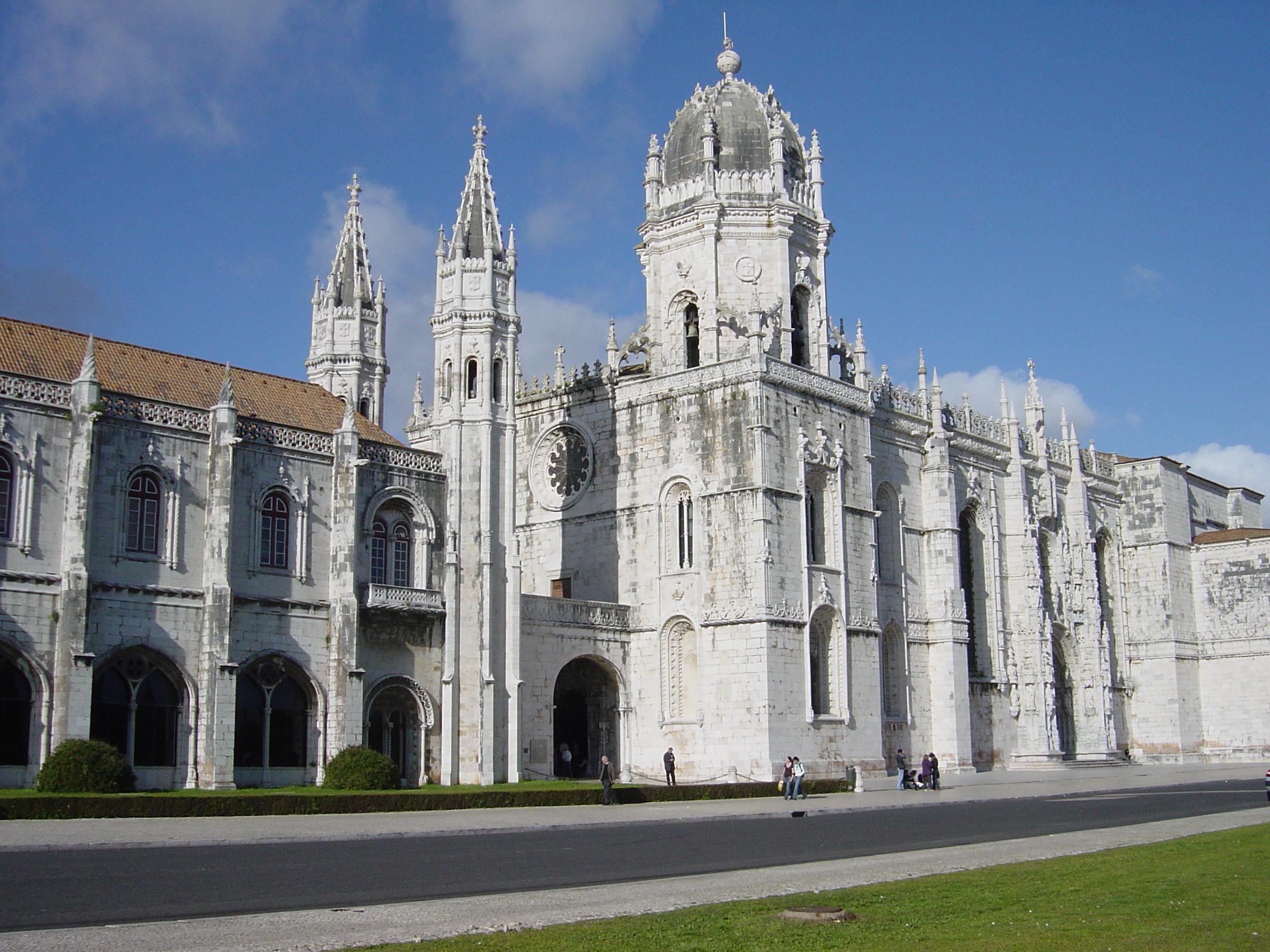
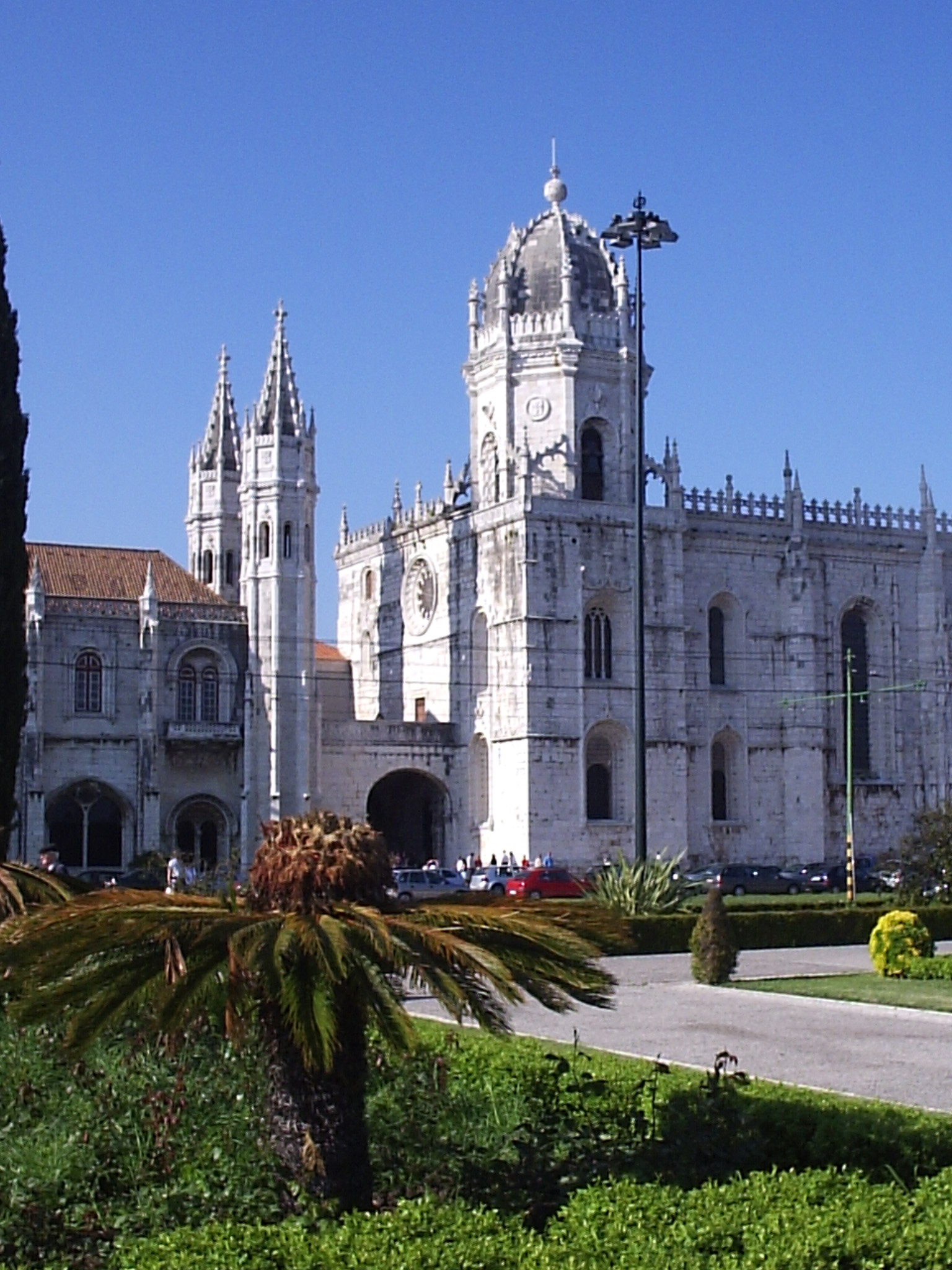
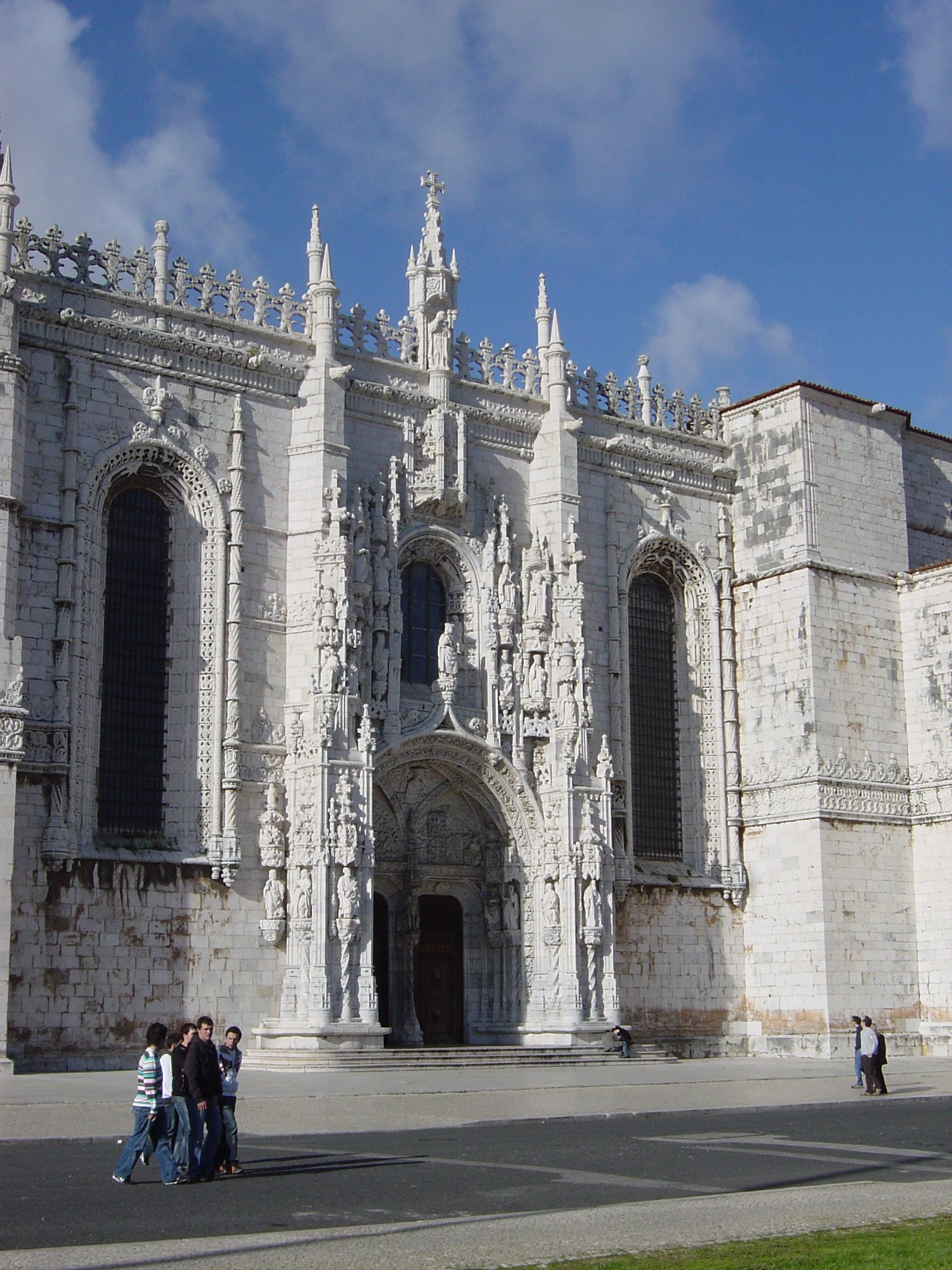
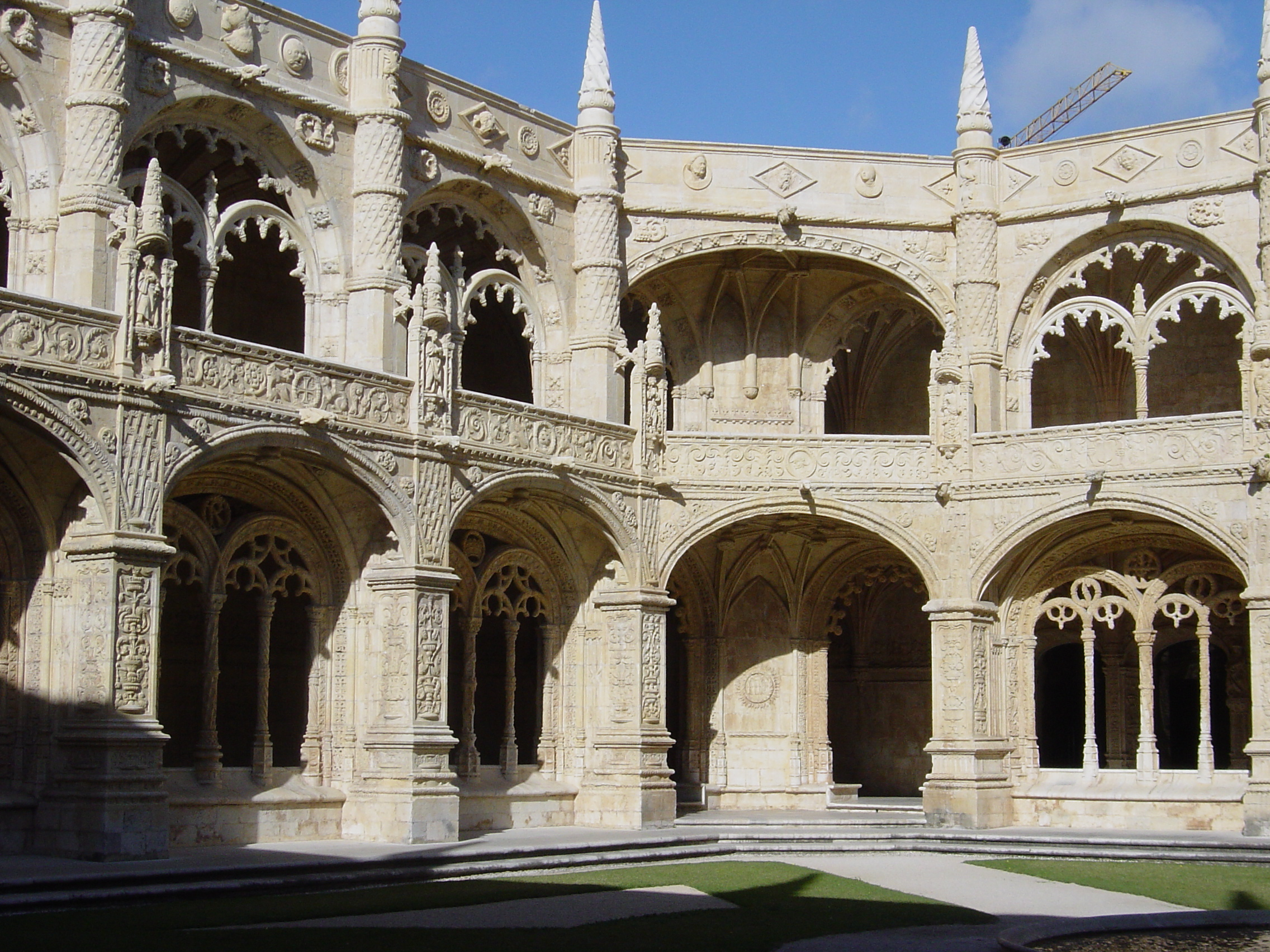
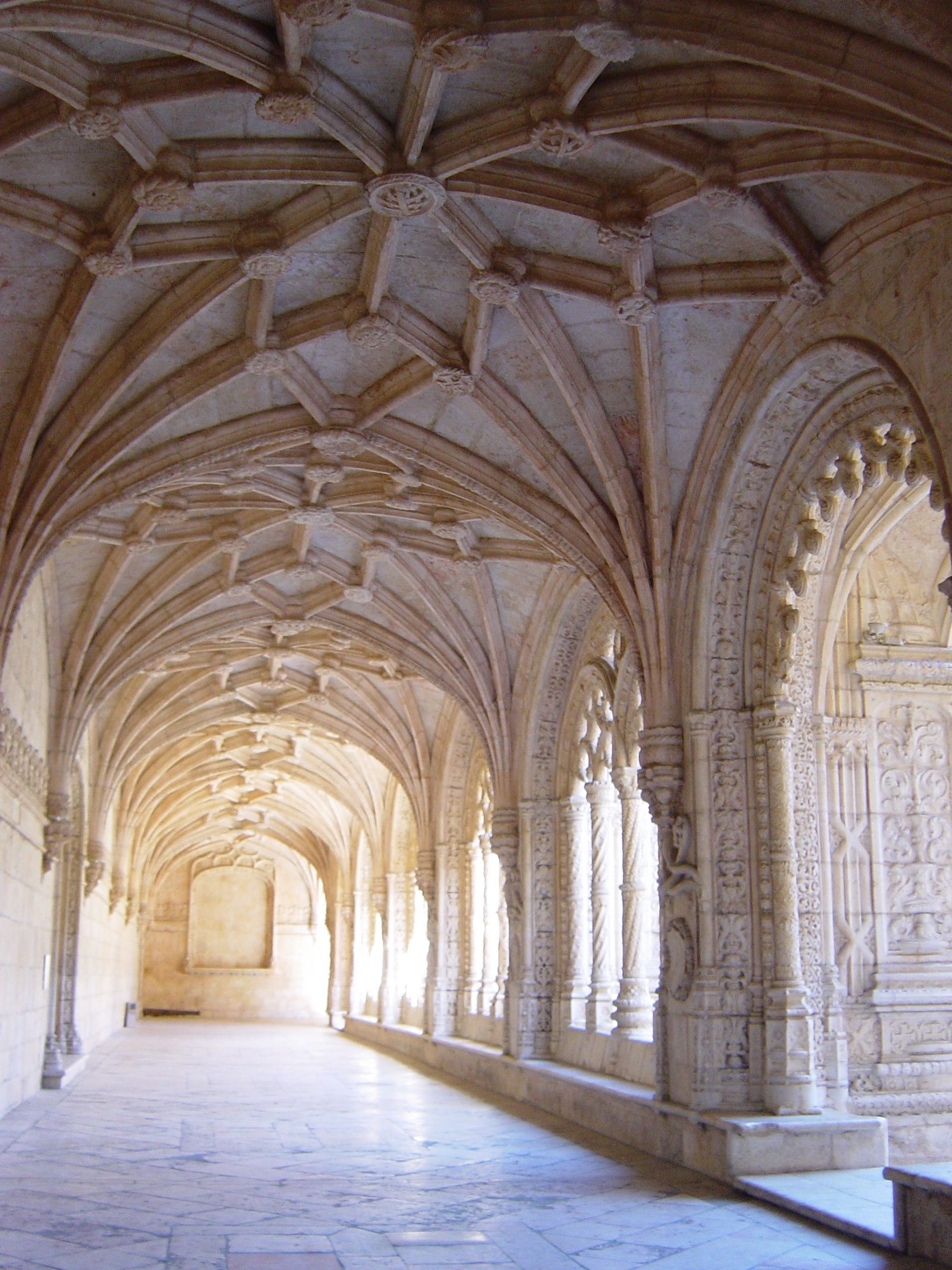
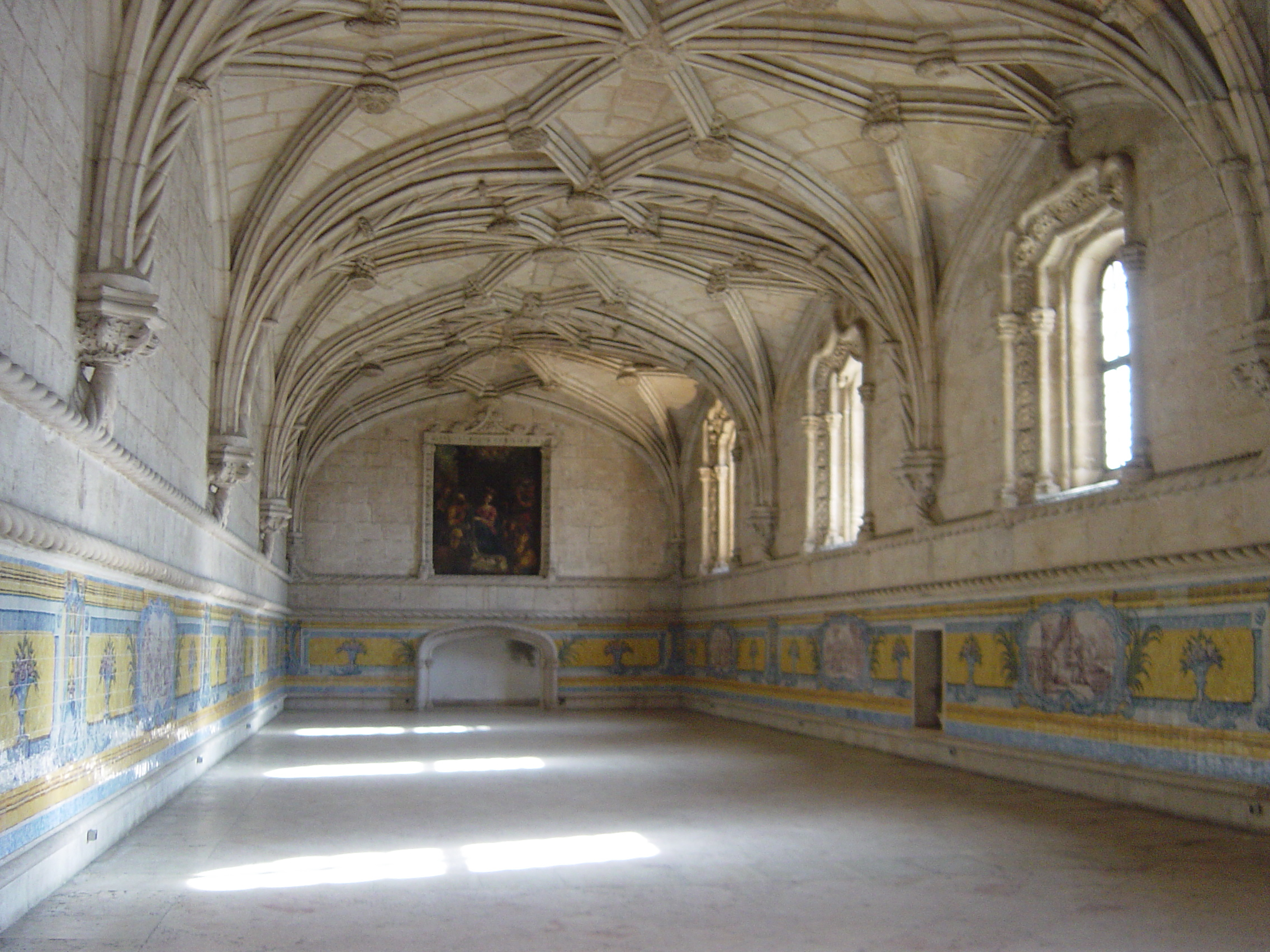
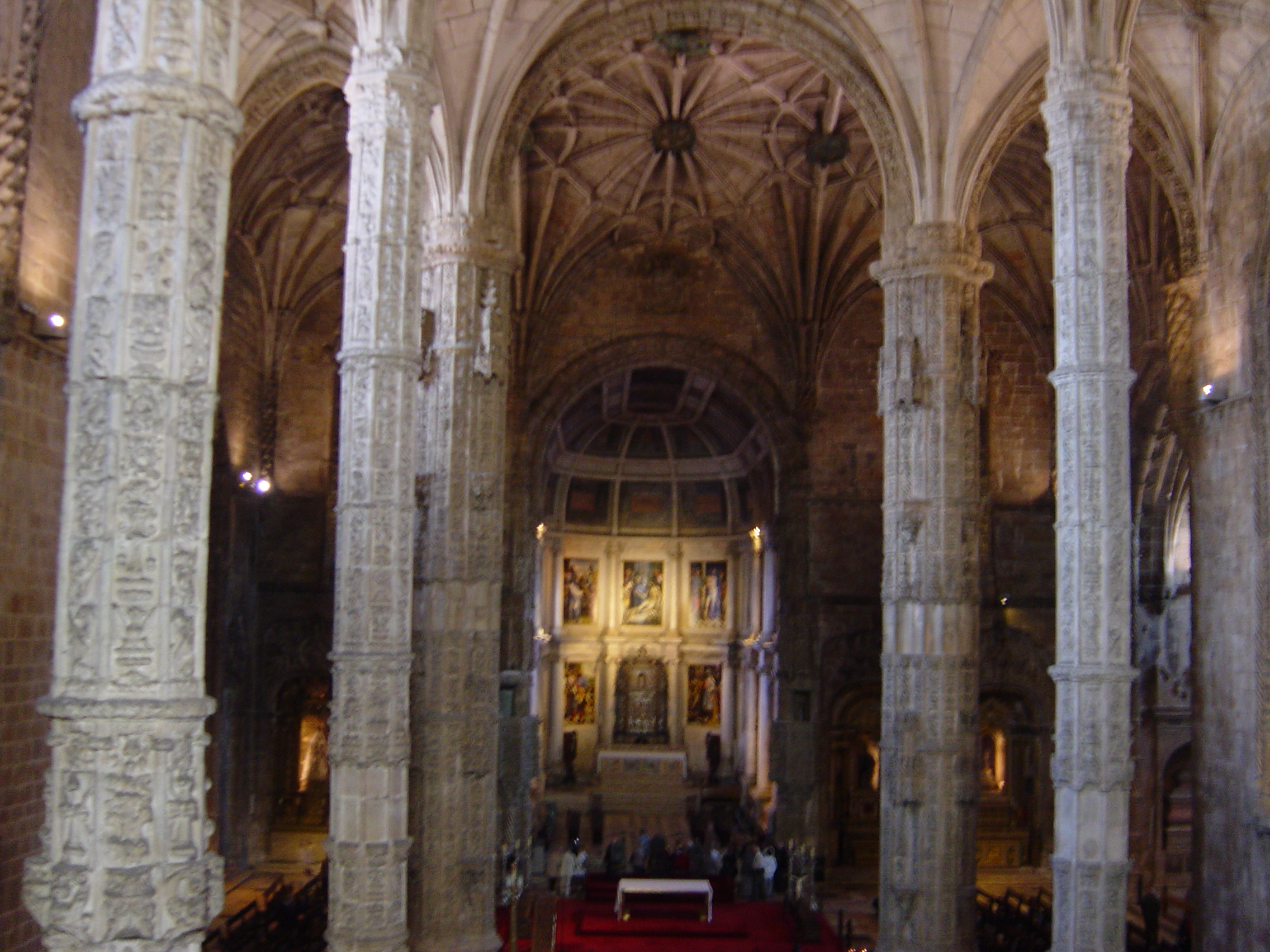